# Rikio Yoshida
Rikio Yoshida (jap. 吉田力雄 Yoshida Rikio; ur. 14 września 1939 w prefekturze Iwate) – japoński kombinator norweski i skoczek narciarski, uczestnik Zimowych Igrzysk Olimpijskich 1960.
Wystartował w zawodach kombinacji norweskiej na ZIO 1960 w Squaw Valley. Po skokach na skoczni normalnej plasował się na siedemnastym miejscu, jednak nie ukończył biegu na 15 kilometrów i ostatecznie nie został sklasyfikowany.
W lutym 1962 wystartował w mistrzostwach świata w narciarstwie klasycznym w konkursie skoków na skoczni K-60. W zawodach tych uplasował się na 22. miejscu.

## Osiągnięcia

### Igrzyska olimpijskie (kombinacja norweska)
| Igrzyska           | Data              | Konkurs | Skok 1    | Skok 1 | Skok 2    | Skok 2 | Skok 3    | Skok 3 | Bieg  | Nota łączna | Miejsce | Strata | Zwycięzca   | Źródło |
| Igrzyska           | Data              | Konkurs | Odległość | Nota   | Odległość | Nota   | Odległość | Nota   | Bieg  | Nota łączna | Miejsce | Strata | Zwycięzca   | Źródło |
| ------------------ | ----------------- | ------- | --------- | ------ | --------- | ------ | --------- | ------ | ----- | ----------- | ------- | ------ | ----------- | ------ |
| 1960, Squaw Valley | 21-22 lutego 1960 | ind.    | 57,0      | 98,0   | 61,0      | 97,0   | 64,0      | 104,0  | 202,0 | DNF         | DNF     | -      | Georg Thoma | [ 3 ]  |

### Mistrzostwa świata (skoki narciarskie)
| Mistrzostwa    | Data           | Skocznia | Konkurs | Skok 1    | Skok 1 | Skok 2    | Skok 2 | Skok 3    | Skok 3 | Nota łączna | Miejsce | Strata | Zwycięzca    | Źródło |
| Mistrzostwa    | Data           | Skocznia | Konkurs | Odległość | Nota   | Odległość | Nota   | Odległość | Nota   | Nota łączna | Miejsce | Strata | Zwycięzca    | Źródło |
| -------------- | -------------- | -------- | ------- | --------- | ------ | --------- | ------ | --------- | ------ | ----------- | ------- | ------ | ------------ | ------ |
| 1962, Zakopane | 21 lutego 1962 | normalna | ind.    | 62,0      | 100,0  | 65,0      | 99,7   | 58,5      | 83,4   | 199,7       | 22.     | 23,9   | Toralf Engan | [ 2 ]  |